# Четинкоопашати
Четинкоопашатите (Zygentoma), наричани също тизанури, са разред дребни животни от клас Насекоми (Insecta).
Включва над 200 вида безкрили насекоми, обитаващи разнообразна среда – пещери, човешки жилища, в почвата. Хранят се със зърно, хартия, нишесте в тъканите, изсъхнало месо.

## Семейства
Разред Zygentoma – Четинкоопашати
- Семейство Lepidotrichidae
- Семейство Lepismatidae
- Семейство Maindroniidae
- Семейство Nicoletiidae
- Семейство Protrinemuridae